# David Gest

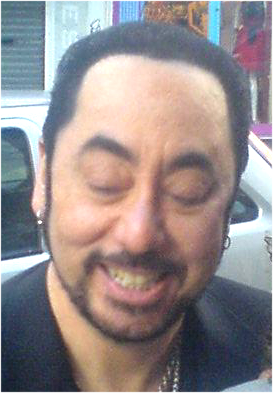
David Gest 2014.

David Alan Gest, född 11 maj 1953 i Los Angeles, Kalifornien, död 12 april 2016 i London, var en amerikansk producent och TV-personlighet. 
Gest producerade bland annat TV-programmet Michael Jackson: 30th Anniversary Celebration: The Solo Years 2001. År 2006 tävlade Gest i den brittiska realityserien I'm a Celebrity... Get Me Out Of Here! (Kändisdjungeln). 
Han var gift med Liza Minnelli från 2002 till 2007.